# Euphorbia ernestii
Euphorbia ernestii ist eine Pflanzenart aus der Gattung Wolfsmilch (Euphorbia) in der Familie der Wolfsmilchgewächse (Euphorbiaceae).

## Beschreibung
Die sukkulente Euphorbia ernestii bildet polsterartige Kleinsträucher bis 3,7 Zentimeter Wuchshöhe aus. Aus einer fleischigen Wurzel entwickelt sich die einfache oder zwei- bis dreimal verzweigte Sprossachse, die in einen verkehrt konischen Pflanzenkörper übergeht, der bis 6 Zentimeter Durchmesser erreicht. Um den zentralen, mit Warzen besetzten Vegetationspunkt werden sehr viele radial ausstrahlende Verzweigungen ausgebildet. Die bis 6 Zentimeter langen Zweige werden bis 8 Millimeter dick. Sie sind dicht mit runden Warzen besetzt, die bis 4 Millimeter groß werden. Die eiförmigen Blätter werden bis 2 Millimeter groß und sind vergänglich.
Die Cyathien erscheinen um das Pflanzenzentrum angeordnet und an den Triebspitzen. Sie sind nahezu sitzend und werden 6 Millimeter groß. Die länglichen Nektardrüsen sind leuchtend gelb gefärbt und an den Rändern mit zwei bis acht kurzen Zähnen versehen. Die stumpf gelappte Frucht erreicht 7 Millimeter im Durchmesser und ist sitzend. Der eiförmige Samen wird 4 Millimeter groß und ist mit Warzen besetzt.

## Verbreitung und Systematik
Euphorbia ernestii ist in der südafrikanischen Provinz Ostkap verbreitet.
Euphorbia ernestii gehört zur Sektion Anthacanthae der Untergattung Athymalus. Die Erstbeschreibung der Art erfolgte 1915 durch Nicholas Edward Brown.